# 多久頭魂神
多久頭魂神（たくずだまのかみ）は、主に対馬で信仰される神。

## 概要
『新撰姓氏録』によれば、神魂命の子で爪工連の祖とされている。
古くは「魂」の字を付さずに「多久頭神社」と称されており、『延喜式神名帳』に対馬国下県郡十三座のうちとして記される「多久頭神社」は対馬市豆酘の多久頭魂神社に比定されている。多久頭魂神社は、神武天皇の治世の創立との伝承もあるが、これは後世の付会であり、正確な創建の時期・事情は不明である。現在の祭神は天照大神など5柱とされているが、本来の祭神は多久頭神である。『続日本後紀』承和4年（837年）2月5日条には、多久都神を無位から従五位下に叙する旨の記述があり、当社の祭神である多久頭魂神を指していると考えられる。
『對州神社誌』に「天道大菩薩」とあるように、多久頭魂神は天道法師と混合されることもあった。
また、多久頭魂神は、天神多久頭魂神社あるいはその付近にある神御魂神社の神魂命とあわせて、八幡信仰のような、九州地方特有の母子信仰を展開していた。

## 多久頭魂神を祀る神社
- 多久頭魂神社（長崎県対馬市厳原町豆酘）
- 天神多久頭魂神社（長崎県対馬市上県町佐護字洲﨑西里2864）
- 石園座多久虫玉神社？（奈良県大和高田市片塩町15-33） - 「虫」は「豆（づ）」の誤記であり、本来の祭神は多久頭魂神であったとする説がある[2]。